# Lone Soldier
Lone Soldier est un jeu de tir à la troisième personne sorti en 1995 sur PlayStation,,,,,.
Le jeu est sorti en janvier 1996 en Europe et le 4 octobre 1996 au Japon.
Le jeu présente un seul personnage principal jouable, un soldat solitaire armé de diverses armes, dans le but de tuer les forces ennemies pour progresser, pour finalement vaincre les chefs terroristes et une armée extraterrestre intergalactique. Le jeu a une vue à la troisième personne, le joueur se battant dans des décors de guerre traditionnels tels que la jungle, le canyon et la ville, ainsi que dans un environnement spatial plus futuriste.

## Résumé
Le complot est relativement simple, avec un soldat isolé nommé Hank qui a été chargé d'abattre les chefs terroristes et une force extraterrestre intergalactique connue sous le nom de « Variniens » qui ont volé une arme nucléaire expérimentale. Hank doit se battre par les forces ennemies et les patrons jusqu'à ce qu'il atteigne finalement le vaisseau spatial de l'étranger pour vaincre le chef Titus.

## Jeu
Lone Soldier est un jeu vidéo d'action-aventure en 3D qui met le joueur sous le contrôle d'un soldat isolé, luttant contre les forces ennemies et divers risques. Le joueur passe par les niveaux, avec une vue fixe par caméra et un réticule à l'écran pour les armes pointées. Le jeu dispose d'un environnement semi-destructible, le joueur étant capable de détruire les tours de garde, les tentes ennemies et de mettre le feu aux arbres, ce qui peut endommager les ennemis dans la zone. Des ramassages d'armes sont disponibles partout, permettant au joueur d'utiliser des grenades, des mitrailleuses, des bazookas, des fusils de chasse et des lance-flammes. Chaque niveau a une limite de temps affichée dans le coin inférieur droit de l'écran.
Le jeu est composé de quatre environnements ou mondes, chacun avec des ennemis et des obstacles différents. L'environnement de la jungle contient cinq niveaux, y compris le niveau du boss. Les ennemis sont des soldats/gruntes et des membres des tribus autochtones. Les soldats sont armés d'armes militaires de qualité et les membres des tribus portent des lances et des fléchettes empoisonnées. Les autres risques sont les bateaux de rivière, les statues possédées et les pylônes de garde. Le patron de la jungle soulève les tribuns des morts pour combattre à ses côtés. Une fois que le boss est suffisamment endommagé, il se transforme en Werewolf avec une respiration stagnante et des attaques de club. L'environnement du canyon contient quatre niveaux, y compris le niveau du boss. Les autres dangers comprennent un hélicoptère, des chars et des camions militaires. Le boss du canyon est un soldat qui émerge de l'hélicoptère vu au niveau précédent du canyon. L'environnement de la ville contient quatre niveaux, y compris le niveau du patron. D'autres ennemis incluent des mutants armés. Le patron est la « grosse dame » armée d'une mitrailleuse et soutenue par son compagnon masculin. L'environnement des vaisseaux spatiaux extraterrestres contient cinq niveaux et présente plusieurs types ennemis uniques, y compris des tourelles extraterrestres, des robots extraterrestres, des droides calagiques et des soldats étrangers. Avant de faire face au dernier patron du jeu, le joueur doit vaincre sa gardienne. Une fois terminé, le joueur peut combattre le chef extraterrestre Titus dans sa salle du trône. Une fois que la santé de Titus est épuisée par la moitié, il se transforme en une énorme machine métallique.